# CR黄門ちゃま2
CR黄門ちゃま2（シーアールこうもんちゃま2）は、1994年に平和が開発、発売したCR機デジパチ。現金機デジパチ『黄門ちゃま2』や、前作にあたる『黄門ちゃま』、後継機の『CR将軍ちゃま3』『将軍ちゃま5』についても述べる。

## 特徴
平和としては『CR名画』に続くCR機であった。演出の内容がドラマ版の『水戸黄門』に酷似しているが、タイアップ機ではない（後に京楽産業.から「CRぱちんこ水戸黄門」が発売された）。
ハズレ時は左絵柄の出現率の偏りが存在し、中絵柄は左絵柄+nコマを表示するというシステムのため、結果的にリーチのかかり易い絵柄とかかりにくい絵柄が存在することになり、リーチのかかった絵柄で大当たりの期待度が変わるというゲーム性を有している。これは『ダービー物語』から引き継がれたゲーム性である。また『プリンセス物語』と同様、大当たり時は3種類のエンディングが存在する。
リーチ時にキャラが現れて絵柄停止に関与する演出、いわゆる「スーパーリーチ」を搭載している。

### スーパーリーチ
右図柄が高速回転し、画面左側に弥七もしくは八兵衛が現れて以下のアクションを行う。
- 弥七リーチ
  - 高速回転している図柄に弥七が風車を投げつけて停止させる。
- 八兵衛リーチ
  - 一度停止した右図柄に八兵衛が乗りかかろうとする。尻餅をつくとハズレだが（当たり図柄のときに尻餅をつくこともある）、八兵衛が図柄に乗って再変動させると激アツ。

## スペック

### 黄門ちゃま
- 大当り確率：1/241
- 賞球数：7&15
- 最大ラウンド数：16回
- 大当り図柄：1・2・3・4・5・6・7・8・9・印籠・おかめ・ひょっとこ・招き猫・でんでん太鼓・黄門・町娘
- 保留玉連荘あり（大当り中のエラー発生時、保留の書き換えが行われる）

通常はリーチになると右図柄が停止する直前にスローになるが、中図柄のスベリを経由すると当り図柄が近づいた時にコマ送りし、それ以外の部分は高速変動になる。また、『黄門ちゃま2』よりも液晶や図柄の横幅が広い。

### CR黄門ちゃま2
- 大当り確率
  - 低確率：1/394.3
  - 高確率：1/53.8
- 賞球数：5&10&15
- 最大ラウンド数：16回
- 確変割合：1/3（約33.3%、2回ループ）
- 確変図柄：3・7・印籠・黄門・姫
- 通常図柄：0・1・2・4・5・6・8・9・招き猫・城

盤面では「黄門ちゃま CR版」、デモ画面では「黄門ちゃま2 CR版」と表記されている。公式では本機種が「初代」として扱われている。

### 黄門ちゃま2
- 大当り確率：1/245
- 賞球数：7&15
- 最大ラウンド数
  - 確変大当り：12回
  - 通常大当り：16回
- 確変割合：1/3（約33.3%）
- 確変図柄：3・7・印籠・黄門・姫
- 通常図柄：0・1・2・4・5・6・8・9・招き猫・城

『CR黄門ちゃま2』とは以下の違いがある。
- 音が異なり、スーパーリーチ時のBGMも別々に用意されている。
- ノーマルリーチの挙動が異なり、三拍子のように進んでいく。また、停止直前に超低速で1・2コマ進むことがある。

### CR将軍ちゃま3
- 大当り確率
  - 低確率：1/337.7
  - 高確率：1/59.6
- 賞球数：6&15
- 最大ラウンド数：16回
- 確変割合：6/13（約46.2%）
- リミット：5回
- 確変図柄：1・3・5・7・印籠・将軍
- 通常図柄：0・2・4・6・8・9・だるま

### 将軍ちゃま5
- 大当り確率：1/230
- 賞球数：6&13
- 最大ラウンド数：16回
- 時短：0回 or 100回 or 200回
- 大当り図柄
  - 200回時短図柄：7・印籠・将軍
  - 100回時短図柄：1・3・5
  - 通常図柄：0・2・4・6・8・9・だるま

## シリーズ機種

### パチンコ
CR帰ってきた黄門ちゃま（2002年3月）
演出に3Dを採用し、リーチアクションでは黄門ちゃま達が活躍する。また、八兵衛と瓜二つの外見だった助さんと格さんのデザインが一新された。
CR時代をまたぐよ!黄門ちゃま（2007年5月）
CR黄門ちゃま寿 助けて黄門ちゃま！いやマジで・・・（汗）（2012年1月）
CR黄門ちゃま超寿 日本漫遊2700km（2014年10月）
CRドラム黄門ちゃま またまたゴチでやんす!（2016年6月）
CR黄門ちゃま～神盛JUDGEMENT～（2017年10月）
P真・黄門ちゃま（2020年1月）
P黄門ちゃま 神盛2
（2022年8月）

### パチスロ
パチスロだよ黄門ちゃま（2004年12月）
シリーズ唯一の4号機。
真・黄門ちゃま（2008年2月）
ぱちすろ黄門ちゃま 光れ!正義の印籠編!（2011年6月）
世界観やキャラクターデザインを一新した作品。
パチスロ黄門ちゃま 喝（2014年10月）
パチスロ黄門ちゃまV（2018年3月）
パチスロ黄門ちゃまV 女神盛-MEGAMORI-（2019年2月）
KING黄門ちゃま（2020年11月）
S黄門ちゃま喝2(2022年8月)